# Homalocephale
L'Homalocephale és un gènere de dinosaure paquicefalosàurid que va viure al Cretaci superior. El gènere fou descrit l'any 1974 per Osmólska i Maryañska, i consisteix en una única espècie, l'herbívor de 3 metres de longitud Homalocephale calathocercos.